# Osphantes
Osphantes là một chi bướm ngày thuộc họ Bướm nâu.